# Talleres Loring

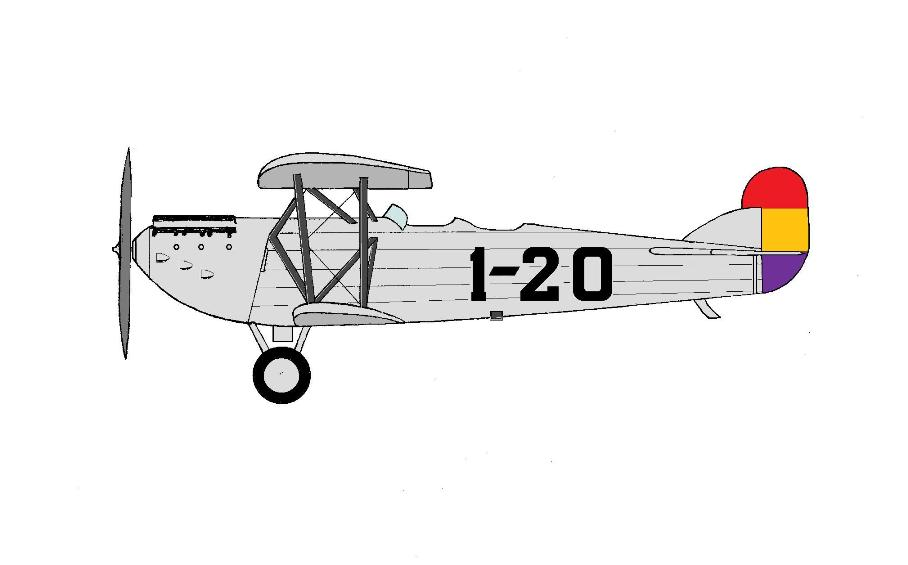
Loring R-3 construido para la Aeronáutica Militar.

Los Talleres Loring fueron una industria aeronáutica española activa en el aeródromo de Cuatro Vientos entre 1923 y 1934, fundada por el ingeniero y empresario Jorge Loring Martínez, tras llegar este a Madrid. 

## Historia
Anteriormente, en 1918, Jorge Loring junto con Claudio Baradat Guillé había fundado en Barcelona la empresa  Loring Pujol y Cía.
La nueva compañía se estableció en el aeródromo de Cuatro Vientos, Carabanchel, al suroeste de Madrid en 1923 y en 1924 comenzó la producción. Pronto recibió pedidos para la fabricación de aviones militares, comenzando con el Fokker C.IV.
Posteriormente Loring construiría prototipos de algunos de los autogiros de Juan de la Cierva, como el Cierva C.7 y el Cierva C.12.
Loring también llegaría a fabricar sus propias aeronaves, la mayoría diseñadas por el ingeniero Eduardo Barrón, como los Loring R-1, Loring R-2 y Loring R-3. Abrumado por el enorme coste financiero de sus proyectos, en 1931 Jorge Loring se puso al servicio del gobierno. Tres años más tarde, en 1934, la compañía Talleres Loring entró en quiebra. Jorge Loring fue despedido por su hermano y fundó Aeronáutica Industrial-AISA, que también fabricó aeronaves de uso militar, y dentro de la cual fue encontrado muerto el 22 de septiembre de 1936, al inicio de la Guerra Civil.
De dos de sus desarrollos se carece prácticamente de datos: el avión de reconocimiento Loring RB, del cual se dice que se había construido un prototipo monoplano en los inicios de 1923, y el Loring T-2.

## Lista de aeronaves
- Loring C-1, prototipo de caza basado en el R-3; se construyó uno que fue expuesto en la exhibición aeronáutica del Palacio de Cristal en 1926.
- Loring E-1, prototipo de monoplano ligero biplaza con aleta y timón suplementarios montados sobre el fuselaje, y que voló por primera vez en 1929.[5]
- Loring E-2, monoplano ligero con ala en parasol (ala alta); se construyeron al menos 4 en 1930.
- Loring R-1, sesquiplano de dos plazas para reconocimiento y bombardeo ligero; se construyeron 30 en 1925.
- Loring R-2, desarrollo del R-I que no llegó a entrar en producción.
- Loring R-3, avión de reconocimiento y ataque ligero; se construyeron cuatro prototipos en 1926; entró en producción en 1927, con un total de 110 construidos[6]
- Loring T-1, avión ligero de entrenamiento basado en el R-3; se construyó un prototipo en 1926.
- Loring T-2, también conocido como B-1, prototipo de biplano comercial con capacidad para 5 pasajeros; construido en 1929 o 1930.
- Loring T-3 Trimotor, monoplano comercial trimotor, también conocido como B-2 y Barrón Colonial; construido en 1931 y primer vuelo en 1932.[7]
- Loring X, monoplano biplaza de ala baja con cabina cerrada; construido en 1934.

### Bajo licencia
- Cierva C.7, dos unidades basadas en el Cierva C.6, con motor Hispano-Suiza de 300 CV
- Cierva C.12
- Fokker C.IV